# 辻哲夫
辻 哲夫（つじ てつお、1947年（昭和22年）6月28日 - ）は、日本の厚生労働官僚。田園調布学園大学教授を経て、現在東京大学特任教授、株式会社麻生監査役。元厚生労働事務次官。兵庫県出身。

## 略歴
- 1970年（昭和45年） 国家公務員採用上級甲種試験（法律）合格
- 1971年（昭和46年） 東京大学法学部卒業、厚生省入省
- 1986年（昭和61年）6月13日 厚生省大臣官房政策課企画官
- 1987年（昭和62年）5月21日 厚生省社会局老人福祉課シルバーサービス指導官
- 1988年（昭和63年）6月7日 厚生省社会局老人福祉課長
- 1988年（昭和63年）7月1日 厚生省大臣官房老人保健福祉部老人福祉課長
- 1990年（平成2年）6月29日 厚生省保険局国民健康保険課長
- 年金福祉事業団資金運用事業部長
- 1994年（平成6年）9月2日 厚生省保険局企画課長
- 1996年（平成8年）7月2日 厚生省大臣官房政策課長
- 1998年（平成10年）7月7日 厚生省大臣官房審議官（医療保険、健康政策担当）
- 2001年（平成13年）1月6日 厚生労働省年金局長
- 2002年（平成14年）8月30日 厚生労働省大臣官房長
- 2003年（平成15年）8月29日 厚生労働省保険局長
- 2004年（平成16年）7月23日 厚生労働審議官
- 2004年（平成16年）7月29日 内閣官房内閣審議官（内閣官房副長官補付）併任
- 2006年（平成18年）9月1日 厚生労働事務次官
- 2007年（平成19年）8月31日 退官
- 2008年（平成20年）4月1日 田園調布学園大学教授
- 2009年（平成21年）4月1日 東京大学高齢社会総合研究機構教授・執行委員
- 2010年（平成22年）6月29日 麻生監査役
- 2011年（平成23年）4月 東京大学高齢社会総合研究機構特任教授・執行委員

## 著書
- 『日本の医療制度改革がめざすもの』（時事通信社出版局、2008年）